# 의무 교육

2021년 전 세계 의무 교육 기간
>12
10–12
7–9
<7
데이터 없음

의무 교육(義務敎育, 영어: compulsory education)은 국가에서 제정한 법률에 의거, 일정한 연령에 이른 아동이 국가나 사회의 구성원으로서 받아야만 하는 기본 교육 과정이다.
국가 혹은 지역사회의 교육 당국이 해당 지역에 거주하는 그 구성원에게 교육을 제공할 의무를 동시에 충족 시키는 교육을 지칭하거나 두 가지 의무 중 하나를 충족시키는 교육을 말한다.
역사적으로 1794년 프로이센의 보통법에 규정되었고 루터가 그 주창자였던 것으로 알려져 있으며, 대한민국에서는 1949년 교육법이 공포됨에 따라 출범되었다.

## 대한민국
대한민국의 모든 국민은 단 한 사람도 빠짐없이 초중등교육법 제 13조에 의거, 초등학교 6년, 중학교 3년, 총 9년 과정의 교육을 의무적으로 받아야 하며, 향후 고등학교까지 총 12년 과정으로 늘릴 계획이다(현재는 재정 상태 고려, 정부 예산 확보, 책임 부처 지정, 지원 대상 균등 문제 따위의 암초에 걸려 중학교까지만 의무교육으로 정해져 있음. 단 자율형 사립고, 특목고는 제외).
만일 본 교육 과정을 거치지 않고 홈스쿨링이나 대안학교를 선택하는 경우, 법적 처벌을 피할 수 없게 된다.
교육법 제30조에 따르면, 국민은 교육을 받을 권리가 있으며, 국가는 이를 보장하여야 한다.
또한, 교육을 받지 않는 경우 법적 책임이 부과되는 수가 있으며, 교육을 받지 않은 경우, 교육청에서는 해당 학생의 보호자에게 경고 및 조치를 취할 수 있다.
또한, 교육을 받지 않은 경우, 해당 학생은 대학 진학이나 취업 과정에서 엄청난 불이익을 받을 수 있으므로, 국가 이미지의 실추로 이어지게 된다.
의무 교육 기간은 국민공통기본교과 적용 기간하고 일치한다. 중학교의 경우 국어 442시간, 영어 340시간, 수학 340시간, 사회·역사·도덕 510시간, 과학·기술가정 680시간, 예술(음악·미술) 272시간, 체육 272시간, 선택 272시간을 이수하여야 한다. 다만, 예술과 체육을 제외한 교과군은 80%를 이수하여야 한다.
대한민국 헌법 31조하고 세계 인권 선언 26조에서는 의무교육을 무상으로 받도록 정해져 있으며, 해당 비용은 모두 나랏돈(세금)으로 지원된다(사립초 제외).

## 대한민국 외 국가에서
입학 연령은 각 나라별로 약간씩 차이가 있긴 하지만, 전세계 OECD 회원국 대부분이 의무교육을 시행하고 있다.
대부분 국가들이 만 6세부터 만 16세까지 해당하는 초등학교~중학교 과정까지 의무교육으로 정해져 있으며, 타이완, 덴마크, 마카오, 멕시코, 스웨덴, 아일랜드, 일본, 태국, 홍콩, 중국 들은 한국하고 같은 6-3-3학년제를 시행하고 있다(중국 일부 지역은 5-4-3학년제).
유럽 등 서방 선진국의 대부분은 유치원부터 중등교육까지 의무교육을 시행하고 있으며, 그 과정 중 월반 및 유급 제도가 존재한다.
대표적으로 프랑스의 경우 7월 말에 종합 성적을 매겨 진급, 유급 여부를 결정하는데 보통 한 반의 학생 10명 중 1명이 유급된다.
미국, 캐나다의 경우 대부분의 지역에서 의무 교육 기간 중 중, 고등학교에서는 학점제를 채택하고 있다. 
학점제에 의해서 학점을 빨리 채웠을 경우에는 조기이수도 가능하다.
| 국가       | 연령(만) | 비고 |
| ---------- | -------- | --- |
| 독일       | 6-16     | 지역마다 조금씩 다르다. |
| 러시아     | 11년     | 부모님과 지역사회의 허락이 있으면 만 15세 이후에 의무교육을 그만둘 수 있다. |
| 말레이시아 | 6-12     | |
| 멕시코     |          | 중등교육(Preparatoria, 고등학교)까지 의무교육이다. |
| 모로코     | 6-15     | |
| 미국       | 6-17     | 지역마다 조금씩 다르다. 의무교육 시작은 만5세에서 8세 사이이며, 만 15세에서 18세사이에 마친다. 부모의 허락하에 의무교육 조기에 종료할 수 있다. 중·고등학교 기간에는 학점제 적용. |
| 북한       | 6-16     | 유치원 높은 반→소학교 4년→중학교 6년의 11년 의무교육. |
| 벨기에     | 6-18     | |
| 슬로베니아 | 6-15     | |
| 싱가포르   | 6-14     | |
| 시리아     | 6-15     | 1학년부터 9학년까지 9년간 의무교육을 시행한다. |
| 아이티     | 6-11     | 아이티 헌법에는 의무교육이 무상이라고 되어있으나, 실제 교육 현장에서는 공립학교도 수업료를 받고 있다. 어린이들의 80%정도는 사립학교를 다니고 있다.                               |
| 영국       | 5-18     | 2015년까지 만 18세로 늘린다. |
| 이집트     | 6-12     | |
| 이탈리아   | 6-16     | |
| 인도       | 6-14     | 2009년 8월 재정된 아동 무상의무교육을 받을 권리에 대한 법률에 의해서 만 6세부터 14세까지 무상의무교육을 제공하게 되었다.                                                         |
| 인도네시아 | 1-9 학년 | |
| 일본       | 1-9 학년 | 1900년 소학교 의무교육 최초 실행 후 유지 및 확대 |
| 자메이카   | 5-16     | 합당한 이유없이 부모가 자녀의 의무 교육을 막으면 자녀 방임으로 처벌될 수 있다.                                                                                                   |
| 중국       | 6-15     | 9년 의무 교육(홍콩 제외) |
| 캐나다     | 6-16     | 온타리오와 뉴브런즈윅은 만 18세까지, 일부 다른 지역은 만 14세까지 의무교육이다.                                                                                                  |
| 타이완     | 7-15     | 일반적으로 9년의 의무교육이다. 2014년에 12년으로 늘어났다. |
| 폴란드     | 7-18     | 폴란드 법에는 의무교육(obowiązek nauki)과 의무학교(obowiązek szkolny)를 구분해 두고 있다.                                                                                        |
| 프랑스     | 3-16     | |
| 핀란드     | 7-18     | 의무교육 시작연령을 1년 내외로 조절가능하다. 의무교육은 18세까지 받게된다. |
| 헝가리     | 6-16     | |
| 호주       | 5-15/17  | 의무교육 종료는 지역에 따라서 다르며, 본인이 교육을 선택할지 고용을 선택할지에 따라서 다르다.                                                                                    |

## 같이 보기
- 아동 노동
- 민주 교육
- 교육의 역사
- 국공립학교